# HD27295
HD27295 — хімічно пекулярна зоря спектрального класу B9, що має видиму зоряну величину в смузі V приблизно  5,5.
Вона  розташована на відстані близько 267,3 світлових років від Сонця.

## Фізичні характеристики
Зоря HD27295 обертається 
порівняно повільно 
навколо своєї осі. Проєкція її екваторіальної швидкості на промінь зору становить  Vsin(i)= 18км/сек.

## Пекулярний хімічний вміст
Зоряна атмосфера HD27295 має підвищений вміст 
Mn
.

## Магнітне поле
Спектр даної зорі вказує на наявність магнітного поля у її зоряній атмосфері.
Напруженість повздовжної компоненти поля оціненої з аналізу
становить   26,9±  27,9 Гаус.